# Katrin Amunts
Katrin Amunts (* 5. September 1962 in Potsdam) ist eine deutsche Medizinerin, Professorin für Hirnforschung an der Heinrich-Heine-Universität Düsseldorf und Direktorin des Instituts für Neurowissenschaften und Medizin – Strukturelle und funktionelle Organisation des Gehirns am Forschungszentrum Jülich. Von 2012 bis 2020 war sie Mitglied des Deutschen Ethikrates. Von 2016 bis zum Projektende 2023 leitete sie das Human Brain Project. Seit Dezember 2023 ist sie Mitglied in der Nationalen Akademie der Wissenschaften Leopoldina.

## Beruflicher Werdegang
Von 1981 bis 1987 studierte Katrin Amunts Medizin mit dem Schwerpunkt Biophysik am II. Medizinischen Institut der Russischen Staatlichen Medizinischen Universität in Moskau. Schon während ihres Studiums war sie an den dortigen Instituten für Hirnforschung und für klinische Psychiatrie tätig. Nach ihrer Promotion in Moskau war Amunts zunächst wissenschaftliche Assistentin am Fraunhofer-Institut für Produktionsanlagen und Konstruktionstechnik in Berlin, bevor sie 1992 an das Cécile und Oskar Vogt-Institut für Hirnforschung der Heinrich-Heine-Universität Düsseldorf wechselte. 1999 schloss sie ihre Facharztausbildung im Fach Anatomie ab, in dem sie sich im folgenden Jahr auch habilitierte. Von 1999 an war Katrin Amunts als Arbeitsgruppenleiterin im Institut für Medizin des Forschungszentrums Jülich beschäftigt. Von 2004 bis 2006 war Amunts Leiterin einer von der Helmholtz-Gesellschaft geförderten Nachwuchsgruppe.
Von 2004 bis 2013 war Amunts Professorin für strukturell-funktionelles Brain Mapping an der Klinik für Psychiatrie, Psychotherapie und Psychosomatik des Universitätsklinikums Aachen, wo sie ab 2008 auch die Sektion für strukturell-funktionelles Brain Mapping leitete. Seit 2013 ist sie Professorin für Hirnforschung an der Heinrich-Heine-Universität Düsseldorf und Direktorin des Cécile und Oskar Vogt-Instituts für Hirnforschung des Universitätsklinikums Düsseldorf. Seit 2008 ist sie außerdem Direktorin des Instituts für Neurowissenschaften und Medizin (INM-1) am Forschungszentrum Jülich.
Zum April 2012 wurde sie in den Deutschen Ethikrat berufen, dem sie bis April 2020 angehörte, von 2016 an als stellvertretende Vorsitzende. 2022 erhielt Amunts den Hector Wissenschaftspreis und 2023 wurde sie als Mitglied der Sektion Psychologie und Kognitionswissenschaften in die Deutsche Akademie der Naturforscher Leopoldina aufgenommen. Die Universität Maastricht würdigte ihre herausragende und inspirierende wissenschaftliche Leistung im Januar 2025 mit einem Ehrendoktortitel.
Amunts ist Mutter einer Tochter.

## Mitgliedschaften
- Organization for Human Brain Mapping, Council
- European Neuroscience Association
- Deutsche Anatomische Gesellschaft
- Neurowissenschaftliche Gesellschaft
- Society for Neuroscience
- Kuratorium Europäische Akademie für Frauen in Politik und Wirtschaft Berlin e. V.
- Strategierat der RWTH Aachen
- Deutscher Ethikrat
- acatech
- Nordrhein-Westfälische Akademie der Wissenschaften

## Publikationen
- K. Amunts, A. Schleicher, U. Bürgel, H. Mohlberg, H. B. Uylings, K. Zilles: Broca's region revisited: cytoarchitecture and intersubject variability. In: J Comp Neurol. Band 412, Nr. 2, 20. Sep 1999, S. 319–341.
- J. Mazziotta, A. Toga, A. Evans, P. Fox, J. Lancaster, K. Zilles, R. Woods, T. Paus, G. Simpson, B. Pike, C. Holmes, L. Collins, P. Thompson, D. MacDonald, M. Iacoboni, T. Schormann, K. Amunts, N. Palomero-Gallagher, S. Geyer, L. Parsons, K. Narr, N. Kabani, G. Le Goualher, D. Boomsma, T. Cannon, R. Kawashima, B. Mazoyer: A probabilistic atlas and reference system for the human brain: International Consortium for Brain Mapping (ICBM). In: Philos Trans R Soc Lond B Biol Sci. Band 356, Nr. 1412, 29. Aug 2001, S. 1293–1322. doi:10.1098/rstb.2001.0915.
- S. Genon, A. Reid, R. Langner, K. Amunts, S. B. Eickhoff: How to Characterize the Function of a Brain Region. In: Trends Cogn Sci. Band 22, Nr. 4, Apr 2018, S. 350–364. doi:10.1016/j.tics.2018.01.010.
- C. Paquola, K. Amunts, A. Evans, J. Smallwood, B. Bernhardt: Closing the mechanistic gap: the value of microarchitecture in understanding cognitive networks. In: Trends Cogn Sci. Band 26, Nr. 10, Oct 2022, S. 873–886. doi:10.1016/j.tics.2022.07.001.
- Amunts, Katrin et al.: The coming decade of digital brain research: A vision for neuroscience at the intersection of technology and computing. Imaging Neuroscience 2 (2024): 1-35.